# Березовка (Ардатовський район)
Березовка (рос. Березовка) — село у складі Ардатовського району Нижньогородської області. Входить до складу робітничого селища Ардатов. Входило до складу скасованої Чуварлей-Майданської сільради.

## Географія
Розташоване за 14 км на північний захід від робочого поселення Ардатов.
На північний схід від села бере початок струмок Ломов. Село стоїть по ліву сторону від цього струмка. Вулиця розташована у напрямку північ-південь. З усіх боків село обступають листяні ліси.

## Населення
| 1999 | 2002 | 2010 |
| ---- | ---- | ---- |
| 71   | ↗73  | ↘42  |